# الدب بارني
الدب بارني (بالإنجليزية: Barney Bear) هو مسلسل رسوم متحركة أمريكي قصير من إنتاج شركة إم جي إم للرسوم المتحركة. الشخصية الرئيسية هي دبٌّ بطيء الحركة نعسان، لا يسعى غالبًا إلا للسكينة والهدوء. أُنتج 26 حلقة بين عامي 1939 و1954.

## تاريخ
ابتكر المخرج رودولف إيزينغ الشخصية لشركة مترو غولدوين ماير، حيث استند في طباعه العابسة واللطيفة على شخصيته، واستقى العديد من تصرفاته من الممثل السينمائي والاس بيري. أدى رودولف إيسينغ صوت الشخصية من عام 1939 إلى عام 1943. بينتو كولفيغ عام 1941، وبيلي بليتشر من عام 1944 إلى عام 1949، وبول فريس من عام 1952 إلى عام 1954، وفرانك ويلكر عام 1980، ولو شيمر عام 1980، وجيف بيرجمان عام 2004، وريتشارد ماكغوناغل من عام 2012 إلى عام 2013. ظهر الدب بارني لأول مرة في فيلم "الدب الذي لم يستطع النوم" عام 1939، وبحلول عام 1941، أصبح نجم مسلسله الخاص، حيث رُشِّح لجائزة الأوسكار عن رابع أفلامه الكرتونية، وهو الفيلم القصير "الدب المبتدئ" عام 1941. غادر إيزينغ الاستوديو عام 1943. أنتج جورج جوردون وأخرج ثلاثة أفلام كرتونية إضافية قبل أن يغادر هو الآخر عام 1945.
احتوى تصميم إيزينج الأصلي لشخصية بارني على وفرة من التفاصيل: فرو أشعث، وملابس مجعدة، وستة حواجب؛ ومع تقدم السلسلة، تم تبسيط التصميم تدريجيًا وتسهيله، ليصل إلى ذروته في ثلاثة أفلام قصيرة في أواخر الأربعينيات، وهي الإنتاج الوحيد لفريق الإخراج قصير العمر بريستون بلير ومايكل لاه. اتسمت رسوم لاه وبلير الكرتونية بتوجه أقرب بكثير إلى رسوم هانا-باربيرا وتكس أفيري. عمل كلاهما رسامين (وعمل لاه في النهاية كمخرج مشارك) في العديد من أفلام أفيري. صدرت آخر رسوم متحركة أصلية لدب بارني بين عامي 1952 و1954، بإخراج ديك لندي، رسام الرسوم المتحركة السابق في ديزني/لانتز. استخدم لندي وحدة أفيري لإنتاج هذه الرسوم المتحركة بينما كان الأخير يأخذ إجازة لمدة عام من الاستوديو. في أفلام أواخر الأربعينيات وأوائل الخمسينيات، كان تصميم بارني مبسطًا وبسيطًا، تمامًا مثل تصميم توم وجيري.

## الحبكة
تبدأ السلسلة بشخصية الدب بارني، وهو عادةً ما يحاول إنجاز مهمة في السلسلة. قد يكون كسولاً بعض الشيء، لكن ليس كسلاً مفرطاً. لكنه يميل إلى المبالغة في أداء مهمته أو تنفيذها بطريقة خاطئة. كما أنه يجد صعوبة في النوم، ولكن عندما ينام أخيراً، يكون نومه عميقاً. في الغالب، لا يتكلم، ولكنه يتكلم أحياناً.
في بعض الأحيان، كان يُقرن مع بيني بورو، وهو حمار فضولي يرافقه في مناسبات عديدة، ولكن غالباً عندما يكون في الغرب الأمريكي (بيني لم يتكلم قط، ولكنه كان يتكلم في القصص المصورة).

## الجدل
مثل العديد من الرسوم المتحركة من ثلاثينيات القرن الماضي إلى أوائل خمسينياته، جسّد مسلسل "بارني بير" صورًا نمطية عرقية. فبعد مشاهد الانفجارات، على سبيل المثال، كانت الشخصيات ذات الوجوه المتفجرة تشبه السود النمطيين، بشفاه كبيرة وشعر مربوط على شكل فيونكة، وتتحدث باللهجة العامية السوداء.
في أحد الرسوم المتحركة، "البطة الصغيرة الحكيمة"، عندما اصطدمت طائرة ورقية بأسلاك الكهرباء، وتحول وجه بارني إلى اللون الأسود بسبب الصدمة، هزّ فرخ البطة (بوجه أسود أيضًا) وغنى أغنية "خبز قصير". عادةً ما تحذف قناتا "كرتون نتورك" و"بومرنغ" هذه المشاهد في إعادة عرضها.

## وصلات خارجية
- الدب بارني على موقع تونوبيديا دون ماركشتاين